# Alia (gemeente)
Alia is een gemeente in de Italiaanse provincie Palermo (regio Sicilië) en telt 4081 inwoners (31-12-2004). De oppervlakte bedraagt 45,7 km², de bevolkingsdichtheid is 89 inwoners per km².

## Demografie
Alia telt ongeveer 1731 huishoudens. Het aantal inwoners daalde in de periode 1991-2001 met 5,0% volgens cijfers uit de tienjaarlijkse volkstellingen van ISTAT.
| Jaar | Inwoneraantal |
| ---- | ------------- |
| 1991 | 4402          |
| 2001 | 4184          |

## Geografie
De gemeente ligt op ongeveer 700 m boven zeeniveau.
Alia grenst aan de volgende gemeenten: Caccamo, Castronovo di Sicilia, Montemaggiore Belsito, Roccapalumba, Sclafani Bagni, Valledolmo.